# Herbenova vila
Herbenova vila se nachází v Hostišově č. p. 11. Vilu pro novináře a spisovatele Jana Herbena (1857-1936) podle návrhu Jana Kotěry postavil v letech 1901 – 1902 votický stavitel Emanuel Vrzal. Jedná se o secesní stavbu inspirovanou lidovou architekturou.
Stavba byla vyprojektována jako obdélník s průnikem dvou os, kterou kryje mohutná střecha s výrazným přesahem a nezvykle lomenou valbou bočního štítu. Na základě Herbenova přání bylo průčelí, které je obráceno k cestě, vybaveno klenutým přístavkem u vchodu domu (moravské žudro). Štítová část průčelí byla ozdobena hrázděním. Boční štít, situovaný do zahrady, byl opatřen verandou, kterou od zahrady oddělovalo pouze nízké dřevěné zábradlí s vyřezávanými srdíčky. Verandu zdobily nástěnné malby od malíře z blízké Zdeboře Jaroslava Panušky. V interiéru se zachovaly vyřezávané trámové stropy a dřevěné schodiště.

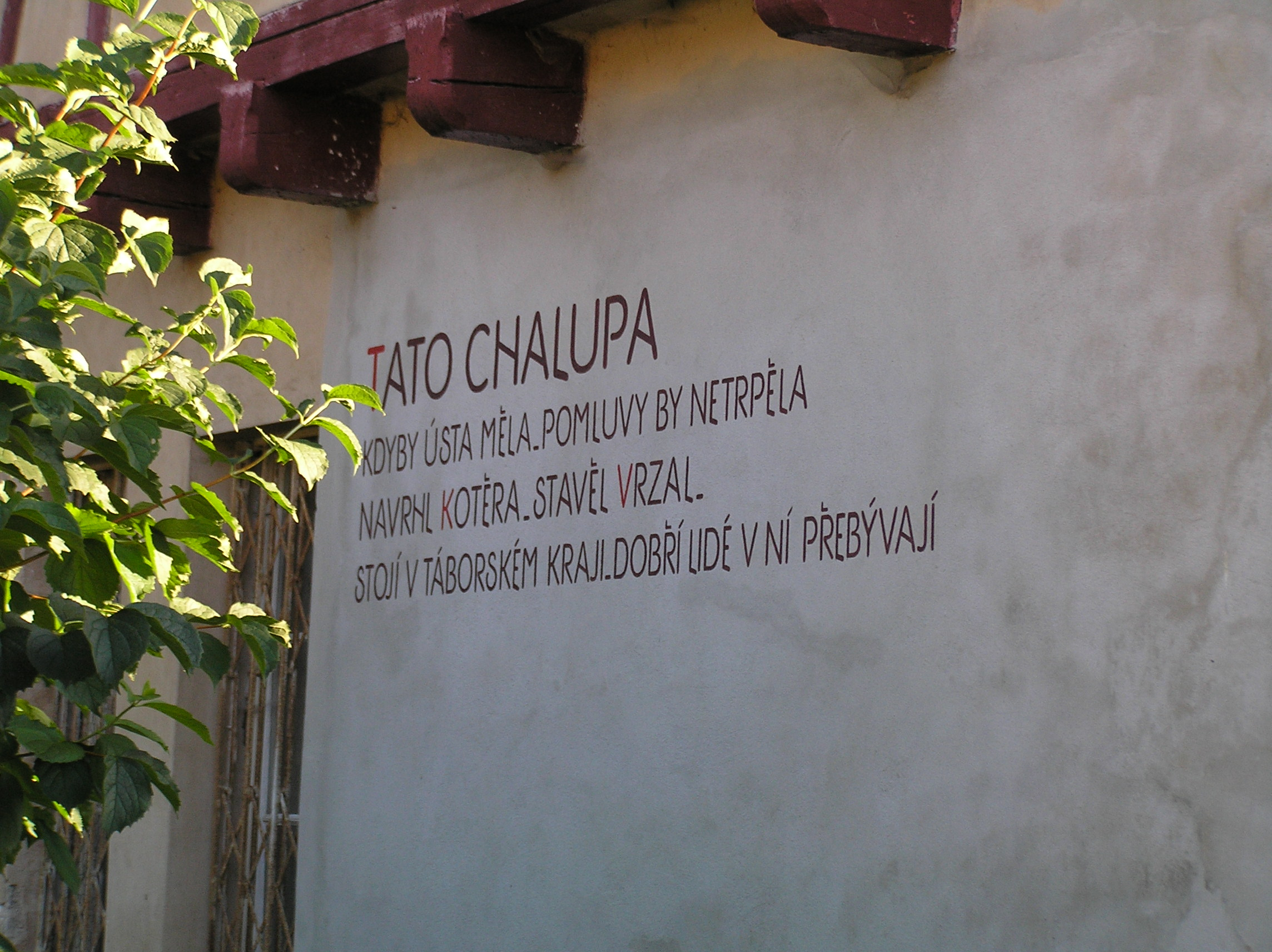
Nápis pod hrázděním

Jan Herben, který patřil mezi přátele T. G. Masaryka, v Hostišově od roku 1897 přes léto sídlil. Po vybudování vily pak k němu během léta přijížděla řada přátel, politiků a umělců, mj. prezident Masaryk nebo malíř Antonín Slavíček.

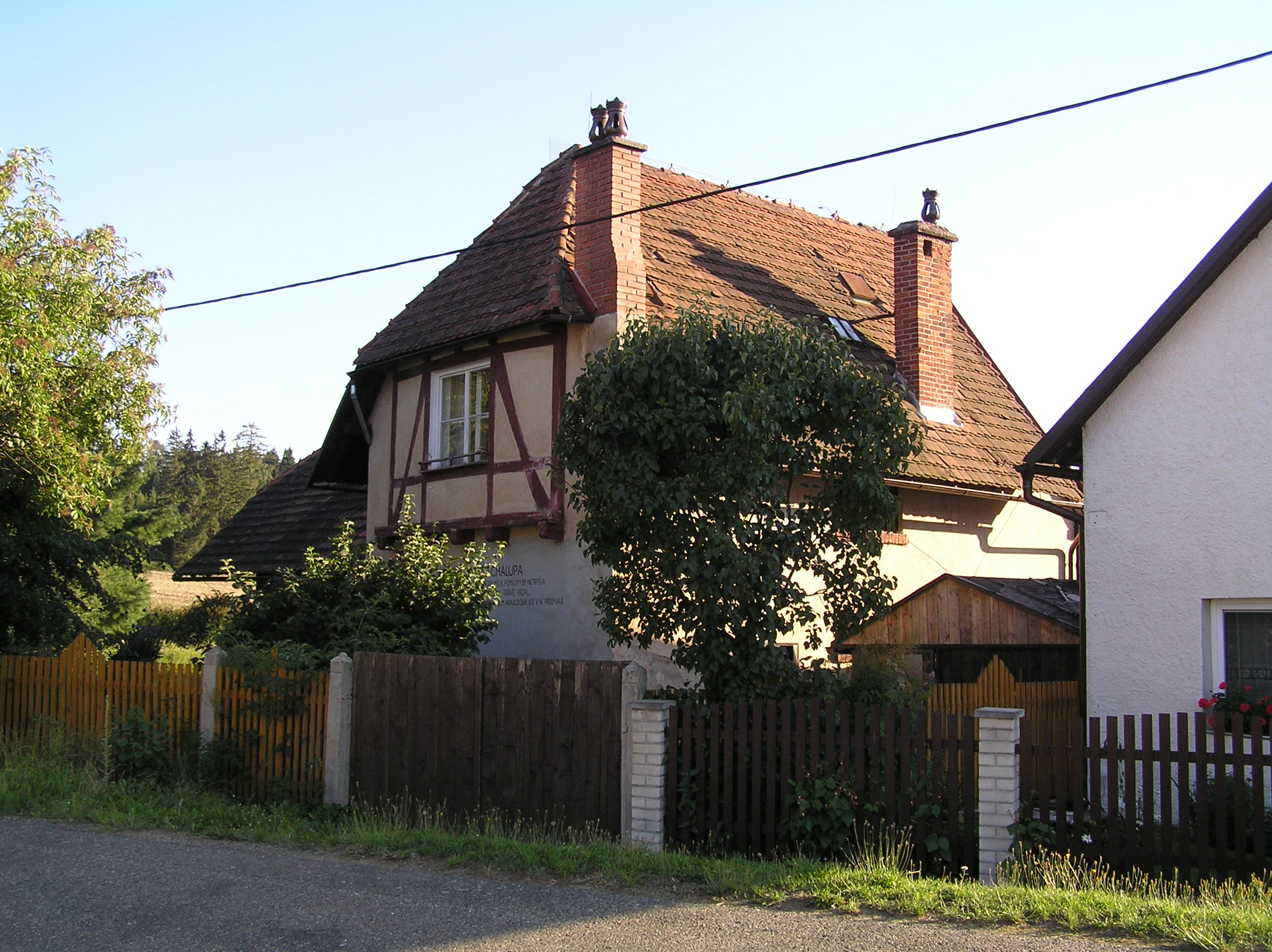
Průčelí zdobené hrázděním

Dům zůstal majetkem rodiny i po Herbenově smrti, ale protože žili v Praze, v roce 1950 rozhodly komunistické úřady o využití domu k trvalému bydlení, takže po řadu let obývali vilu nájemníci a majitelé mohli využívat jen jediný pokoj.
Již od roku 1958 je vila památkově chráněna.